# Cyrto-hypnum pseudoinvolvens
Cyrto-hypnum pseudoinvolvens är en bladmossart som beskrevs av William Russell Buck och H. Crum 1990. Cyrto-hypnum pseudoinvolvens ingår i släktet Cyrto-hypnum och familjen Thuidiaceae. Inga underarter finns listade i Catalogue of Life.